# Noc na Ziemi
Noc na Ziemi (ang. Night on Earth) – amerykański komediodramat z 1991 roku w reżyserii i według scenariusza Jima Jarmuscha.

## Fabuła
Film składa się z pięciu osobnych epizodów i ukazuje widziany z różnych perspektyw fenomen przypadkowości. Jedna po drugiej, opowiedziane zostają pozornie proste historie o pięciu taksówkarzach z pięciu różnych miast. Między poszczególnymi epizodami obserwujemy globalny zegar z pięcioma tarczami, wiemy więc, że kierowcy są w drodze w tym samym momencie. W Los Angeles, agentka (Gena Rowlands) próbuje zainteresować kobietę taksówkarza (Winona Ryder) ofertą pracy w charakterze aktorki filmowej. W Nowym Jorku pasażer (Giancarlo Esposito) pokazuje taksówkarzowi, clownowi z Drezna (Armin Mueller-Stahl), jak prowadzić samochód z automatyczną skrzynią biegów. W Paryżu czarnoskóry szofer (Isaac de Bankolé) jest bardziej ślepy niż jego rzeczywiście niewidoma pasażerka. W Rzymie, taksówkarz (Roberto Benigni) opowiadaniem o swoich seksualnych przygodach zagaduje na śmierć – w dosłownym tego słowa znaczeniu – jadącego z nim księdza. Natomiast w zimnych i smutnych Helsinkach kierowca (Matti Pellonpää) i jego pasażerowie licytują się o to, kogo los bardziej doświadczył.

## Obsada

### Los Angeles
- Winona Ryder – Corky
- Gena Rowlands – Victoria Snelling

### Nowy Jork
- Giancarlo Esposito – YoYo
- Armin Mueller-Stahl – Helmut Grokenberger
- Rosie Perez – Angela

### Paryż
- Isaac de Bankolé – iworyjski taksówkarz
- Béatrice Dalle – niewidoma kobieta
- Emile Abossolo M’Bo, Pascal N’Zonzi – kameruńscy dyplomaci

### Rzym
- Roberto Benigni – Gino
- Paolo Bonacelli – ksiądz

### Helsinki
- Matti Pellonpää – Mika
- Kari Väänänen, Sakari Kuosmanen, Tomi Salmela – pijani pasażerowie